# Harbor Hills (Nowy Jork)
Harbor Hills – jednostka osadnicza w Stanach Zjednoczonych, w stanie Nowy Jork, w hrabstwie Nassau.